# Moschee di Tunisi

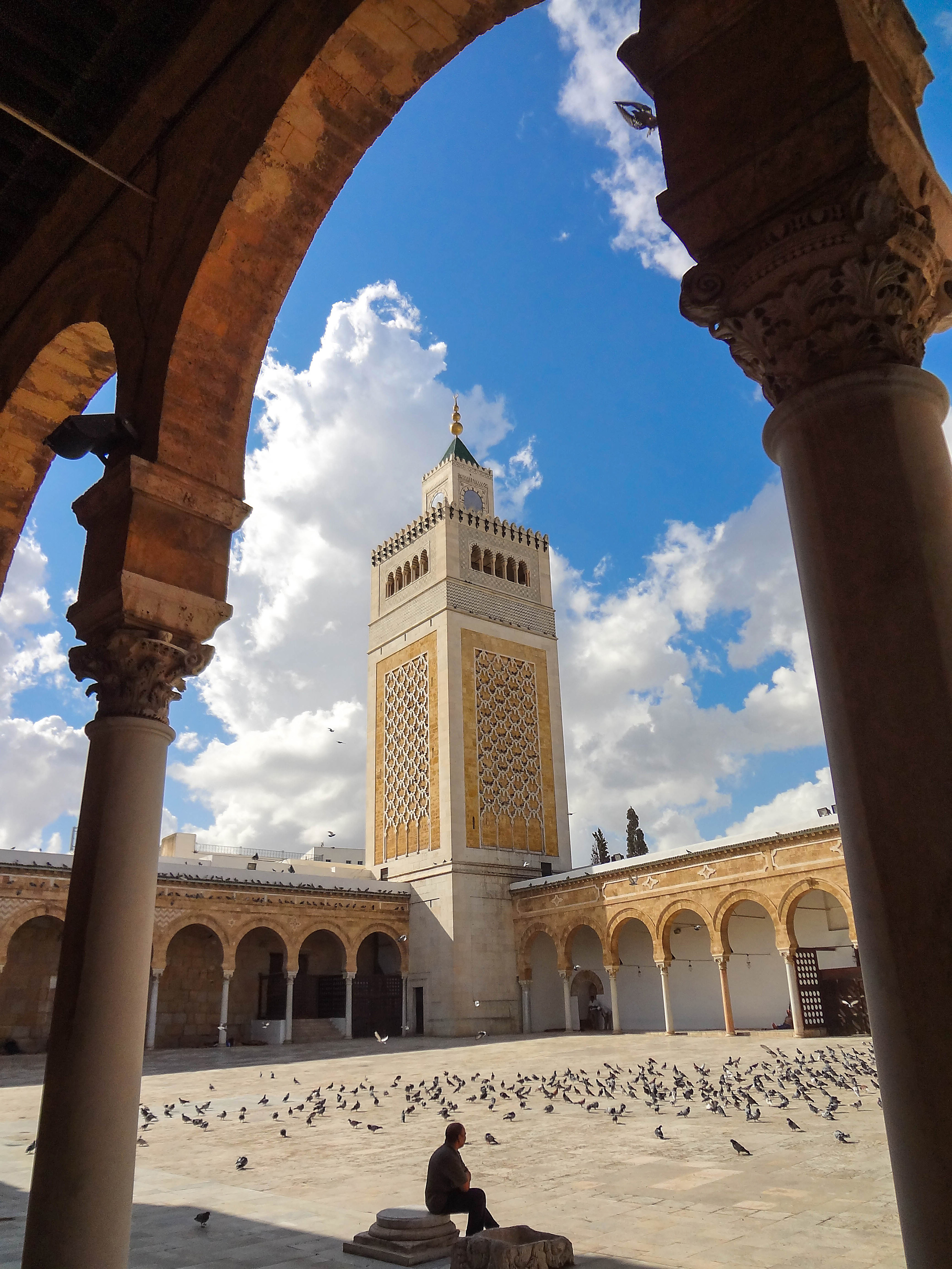
Moschea Al-Zaytuna

Questo articolo elenca le moschee a Tunisi, in Tunisia.

## Storia
Durante il VII secolo, la regione corrispondente all’odierna Tunisia venne conquistata dall’esercito arabo guidato dal generale ghassanide Hassan ibn al-Nu'man.
La città di Tunisi aveva il vantaggio di costituire, attraverso il Mediterraneo, un punto di accesso naturale ai principali porti dell’Europa meridionale e rivestì sempre un importante ruolo militare. Gli arabi si erano infatti resi conto dell’importanza strategica della sua vicinanza al canale di Sicilia.
All’inizio dell’VIII secolo Tunisi divenne il capoluogo della regione: gli arabi ne fecero la propria base navale nel Mediterraneo occidentale e la città acquisì una considerevole importanza militare; crebbe e con essa crebbero le moschee in cui i musulmani si recavano a pregare.

## Abbasidi
- Moschea al-Zaytuna è la principale moschea della medina di Tunisi.

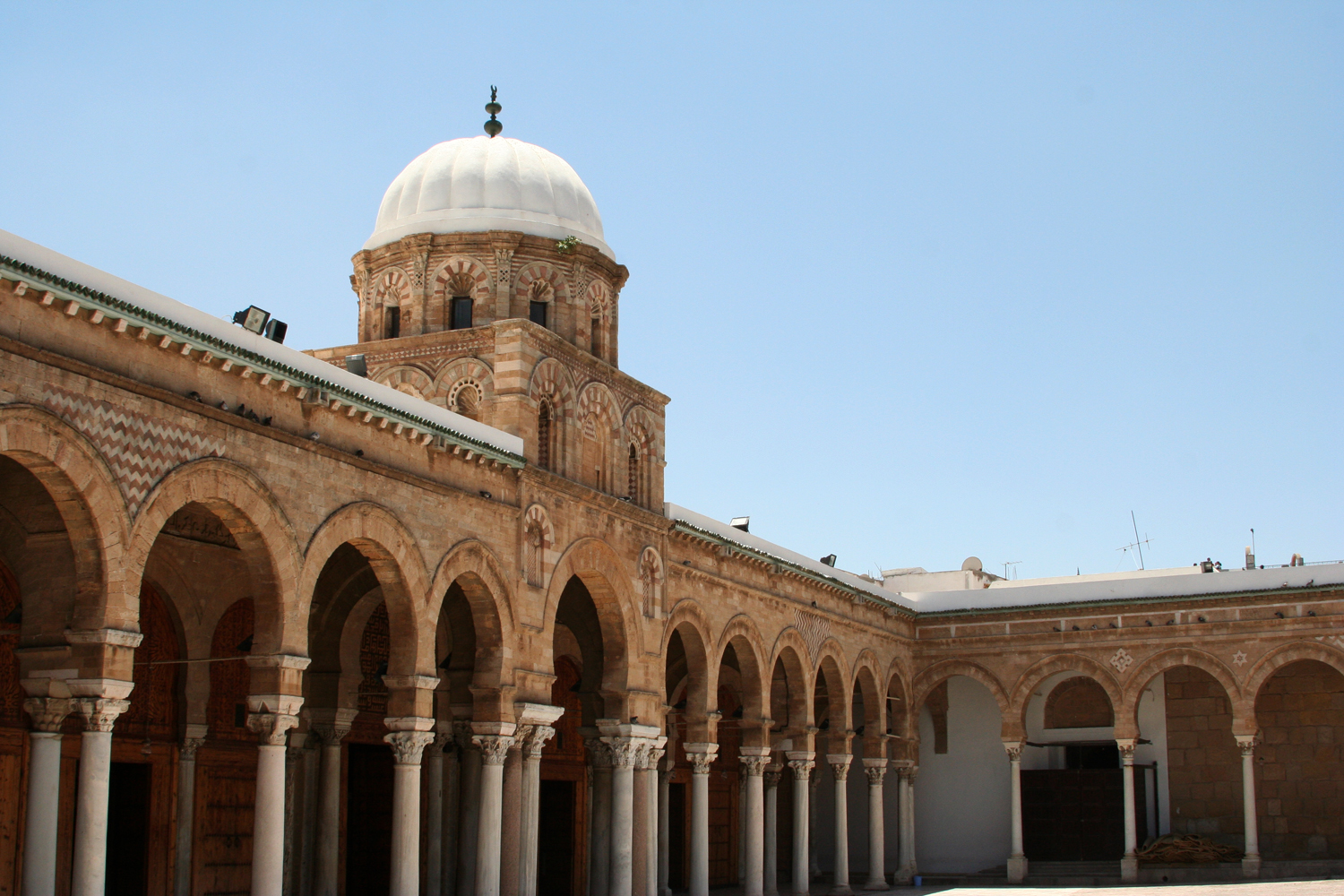
Moschea Al-Zaytuna, Tunisi

## Dinastia khurasanide
- Moschea di Ksar

## Dinastie maghrebine
- Moschea della Kasbah, Almohadi
- Moschea di al-Haliq, Hafsidi
- Moschea di al-Haoua, Hafsidi
- Moschea di Bab Bhar, Hafsidi
- Moschea di Tabannine, Hafsidi

## Ottomani

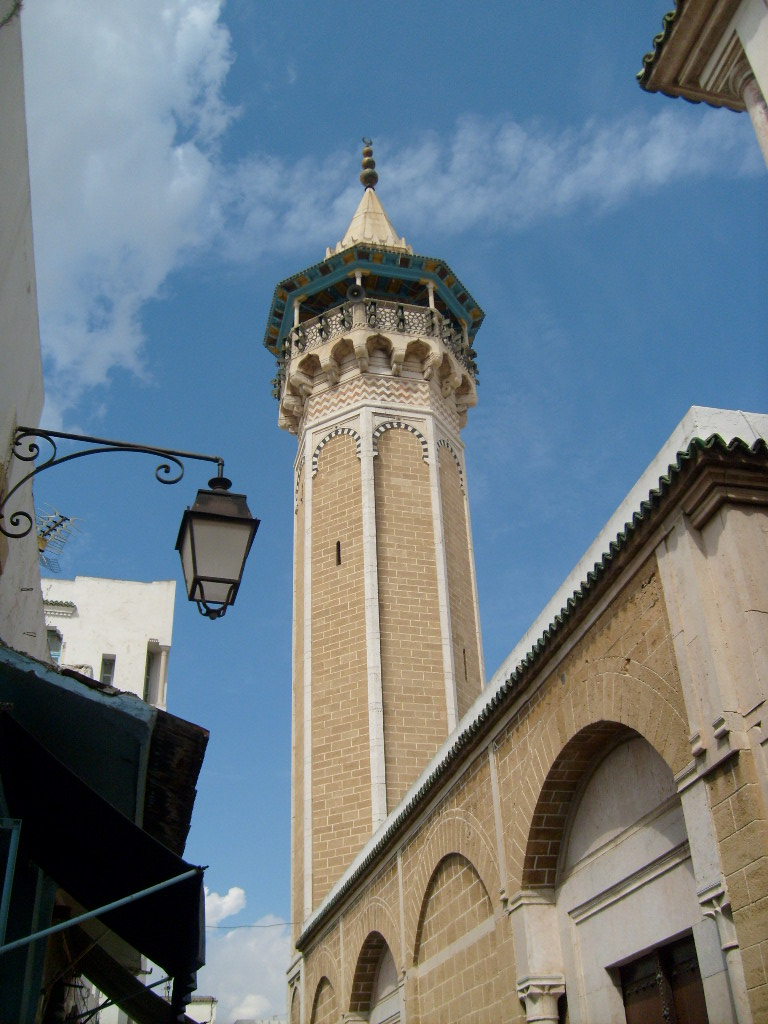
Moschea Hammouda-Pacha

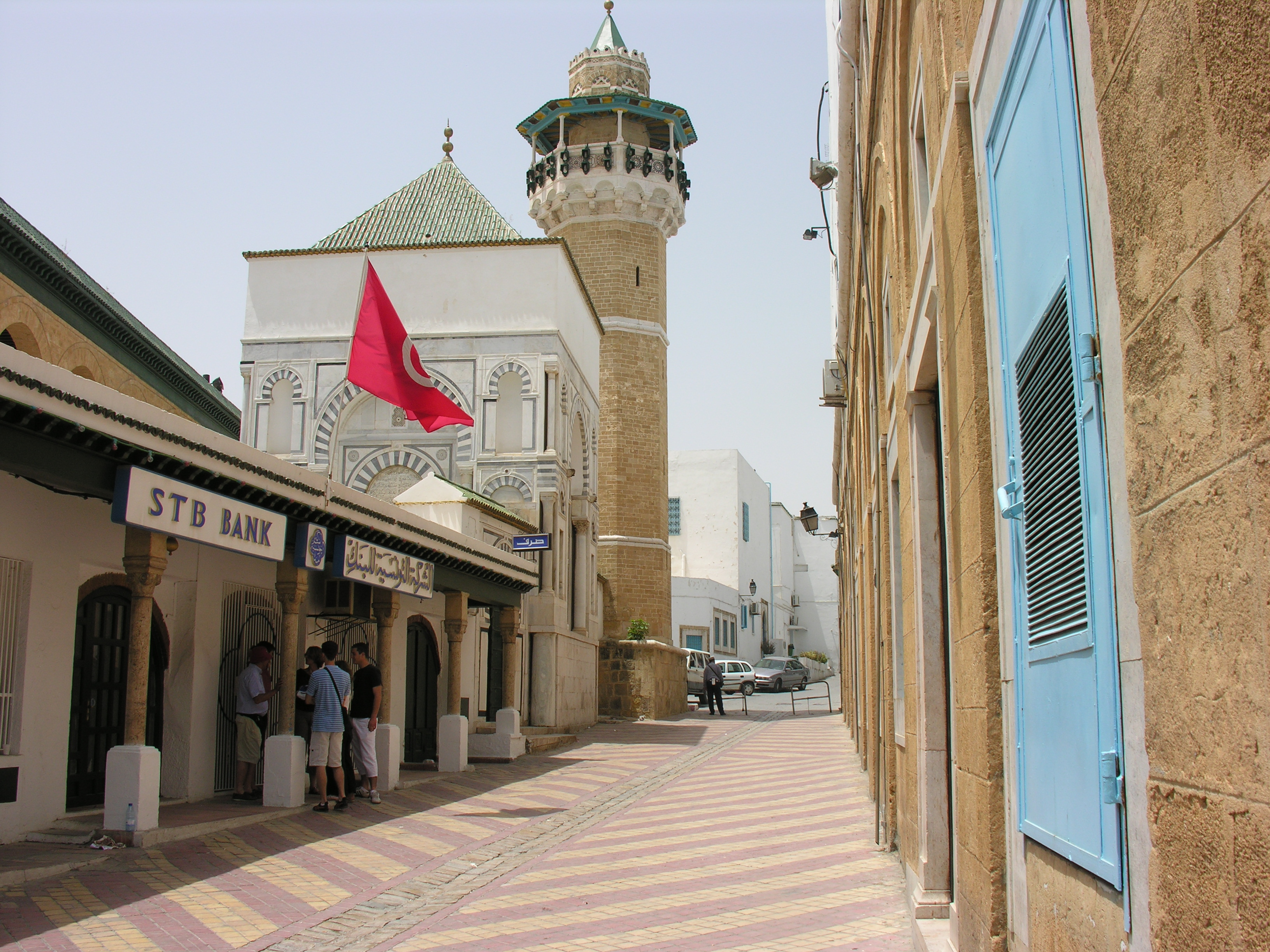
Moschea Youssef Dey

- Moschea di Bab Jazira
- Moschea di al-Jadid

- Moschea di Hammouda Pacha
- Moschea di al-Sabkha
- Moschea di Saheb Ettabaa
- Moschea di Sidi Mahrez

- Moschea di Subhan Allah
- Moschea di Youssef Dey

## Moschee moderne
- Moschea di al-Omrane
- Moschea di Hajjamine